# Beatrice Willard
Pour les articles homonymes, voir Willard.
Beatrice (Bettie) Willard, née le 19 décembre 1925 et décédée le 7 janvier 2003, est une botaniste américaine, chercheuse sur les sujets de l'écologie et de la botanique de la toundra alpine de haute altitude, ainsi que de la toundra arctique.
Les travaux de Willard ont influencé les politiques publiques grâce à ses études centrées sur la vie végétale en haute altitude. Willard est à l'origine de la création de groupes de recherche sur la toundra alpine du parc national de Rocky Mountain, aujourd'hui inscrites au registre national des lieux historiques. Plus tard, elle est conseillère des présidents américains Richard Nixon et Gerald Ford au sein du conseil de la qualité environnementale.

## Biographie
Fille de Stephen et Beatrice Williard, elle vit à Palm Springs, en Californie, et dans la Sierra Nevada pendant son enfance. Son père est un photographe paysagiste renommé. Elle s'intéresse aux études naturelles à compter de l'âge de douze ans. Beatrice grandit ainsi dans une famille lui permettant de développer son intérêt pour la nature. Dès son plus jeune âge, elle est encouragée par ses parents à lire des ouvrages sur les plantes, les animaux et l'environnement qui l'entoure.
Elle obtient une licence en sciences biologiques de l'université Stanford en 1947, puis suit la National Park Service Yosemite Field School. Cependant, elle ne parvient pas à trouver un emploi au sein d'un parc et accepte de travailler comme professeure de lycée, d'abord à Salinas, puis à Oakland, et enfin au lycée de Tulelake, en Californie.
En 1952, elle commence à travailler comme garde forestière saisonnier au monument national de Lava Beds et au parc national de Crater Lake. Au cours des années 1950, Willard obtient une bourse de la Fondation Ford pour étudier l'écologie alpine en Europe. Elle entre ensuite dans une école supérieure à l'université du Colorado, où elle obtient une maîtrise en botanique et écologie végétale en 1960 et un doctorat dans le même domaine en 1963, sous la direction de John Marr, fondatrice de l'institut de recherche arctique et alpine.
Elle dirige ensuite le Thorne Institute à Aspen, dans le Colorado, et est active au sein du Rocky Mountain Chapter du Sierra Club et du Colorado Open Space Council. Willard promeut la création du Florissant Fossil Beds National Monument. En tant que membre du conseil de la qualité environnementale, elle donne son avis sur la conception du réseau de pipelines Trans-Alaska. Après avoir quitté le conseil de la qualité environnementale en 1973, elle rejoint l'école des mines du Colorado et met en place le programme de sciences de l'environnement de l'école, ce qui lui vaut de recevoir un prix des Nations unies pour son leadership exceptionnel en matière d'environnement.